# Cadours
Cadours (okzitanisch Cadors) ist ein Ort und eine südfranzösische Gemeinde mit 1.134 Einwohnern (Stand: 1. Januar 2022) im Département Haute-Garonne in der Region Okzitanien. Die Bewohner werden Cadoursains und Cadoursaines genannt.

## Lage und Klima
Der Ort Cadours liegt in einer Höhe von etwa 230 m und ca. 41 km (Fahrtstrecke) nordwestlich von Toulouse. An der südöstlichen Gemeindegrenze verläuft das Flüsschen Marguestaud. Das Klima ist gemäßigt bis warm; Regen (ca. 720 mm/Jahr) fällt übers Jahr verteilt.

## Bevölkerungsentwicklung
| Einwohner                 | 784 | 1033 | 802 | 590 | 696 | 1087 |
| Quelle: Cassini und INSEE |     |      |     |     |     |      |

Aufgrund der Mechanisierung der Landwirtschaft sank die Einwohnerzahl in der Mitte des 20. Jahrhunderts deutlich ab.

## Wirtschaft
Die Gemeinde ist überwiegend landwirtschaftlich orientiert; neben Weizen, Mais und Sonnenblumen wird viel Knoblauch (ail) angebaut. Mittwoch ist Markttag. Auch Handwerker und Kleingewerbetreibende haben sich im Ort niedergelassen.

## Sehenswürdigkeiten
- Hauptattraktion des Ortes ist die in den Jahren 1822 bis 1833 aus Ziegelstein erbaute Markthalle. Sie ist einschließlich der Treppe seit 2004 als Monument historique eingeschrieben.
- Unweit davon steht die ebenfalls im 19. Jahrhundert errichtete und der Geburt Mariens geweihte Kirche Nativité-de-la-Sainte-Vierge, deren achteckiger mehrgeschossiger Glockenturm (clocher) in einem Spitzhelm endet.
- Die Friedhofskapelle St. Hilaire stammt ebenfalls aus dem 19. Jahrhundert.
- Die ehemalige Automobil-Rennstrecke des Circuit automobile de Cadours-Laréole bestand eigentlich nur aus erweiterten und gesicherten Landstraßen; seit dem Jahr 1961 werden keine offiziellen Rennen mehr veranstaltet.

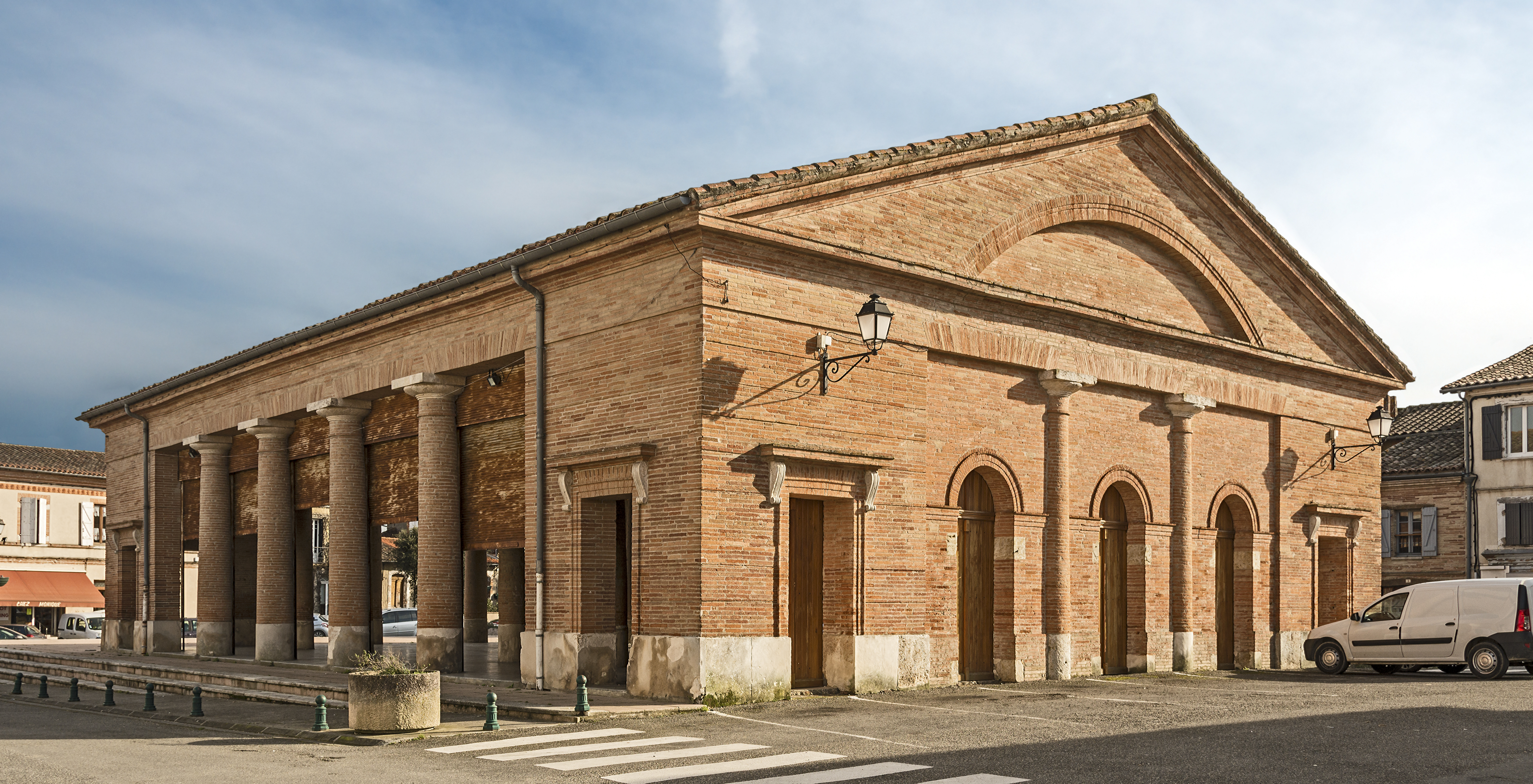
Ehemalige Markthalle
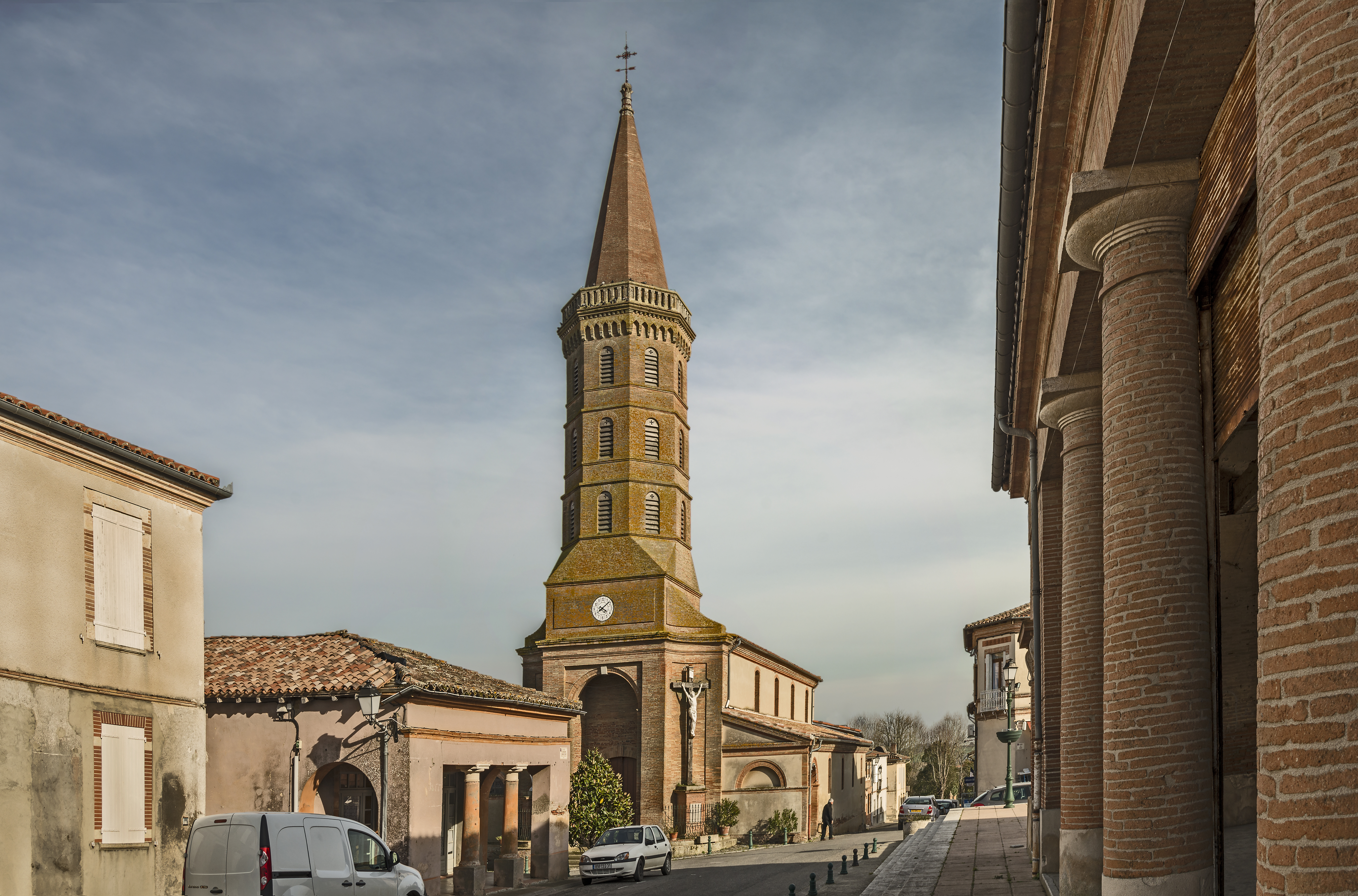
Kirche Nativité-de-la-Sainte-Vierge
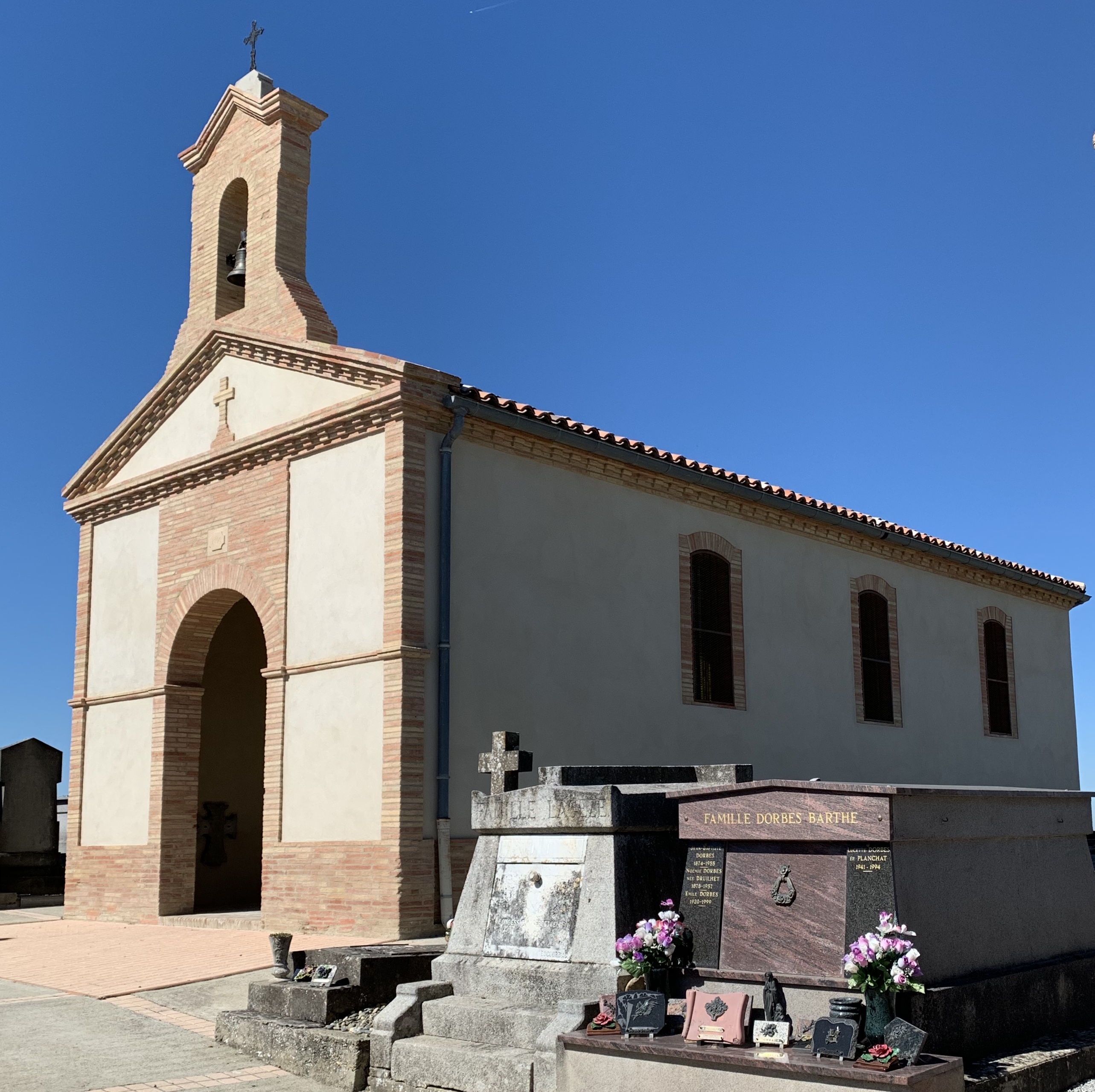
Friedhofskapelle Saint-Hilaire

## Persönlichkeiten
- Raymond Sommer (1906–1950), französischer Automobilrennfahrer, auf der Rennstrecke in Cadours tödlich verunglückt
- Keith Campbell (1931–1958), australischer Motorradrennfahrer und Weltmeister 1957, auf der Rennstrecke in Cadours tödlich verunglückt